# Pénélope (film, 2006)
Pour les articles homonymes, voir Pénélope (homonymie).
Pour plus de détails, voir Fiche technique et Distribution.
Pénélope (Penelope) est un film britannico-américain réalisé par Mark Palansky, sorti en 2006.
Il est projeté pour la première fois au Festival international du film de Toronto.

## Synopsis
Une sorcière a jeté un sort sur la noble famille Wilhern : leur première fille, Pénélope, naît avec un groin de cochon. Pour échapper à la malédiction, elle devra se faire aimer par quelqu'un de son rang.
Malgré son physique ingrat, Pénélope est une fille romantique, comique et courageuse. Elle décide de fuir loin de sa famille pour affronter le monde. Peu à peu, elle découvre qu'il faut ignorer le mauvais sort et s'accepter telle qu'elle est.

## Fiche technique
Sauf indication contraire, les informations mentionnées dans cette section peuvent être confirmées par les bases de données cinématographiques  présentes dans la section « Liens externes ».
- Titre : Pénélope
- Titre original : Penelope
- Réalisation : Mark Palansky
- Scénario : Leslie Caveny
- Musique : Joby Talbot
- Photographie : Michel Amathieu
- Montage : Jon Gregory (en) et Ian Seymour
- Décors : Amanda McArthur
- Costumes : Jill Taylor

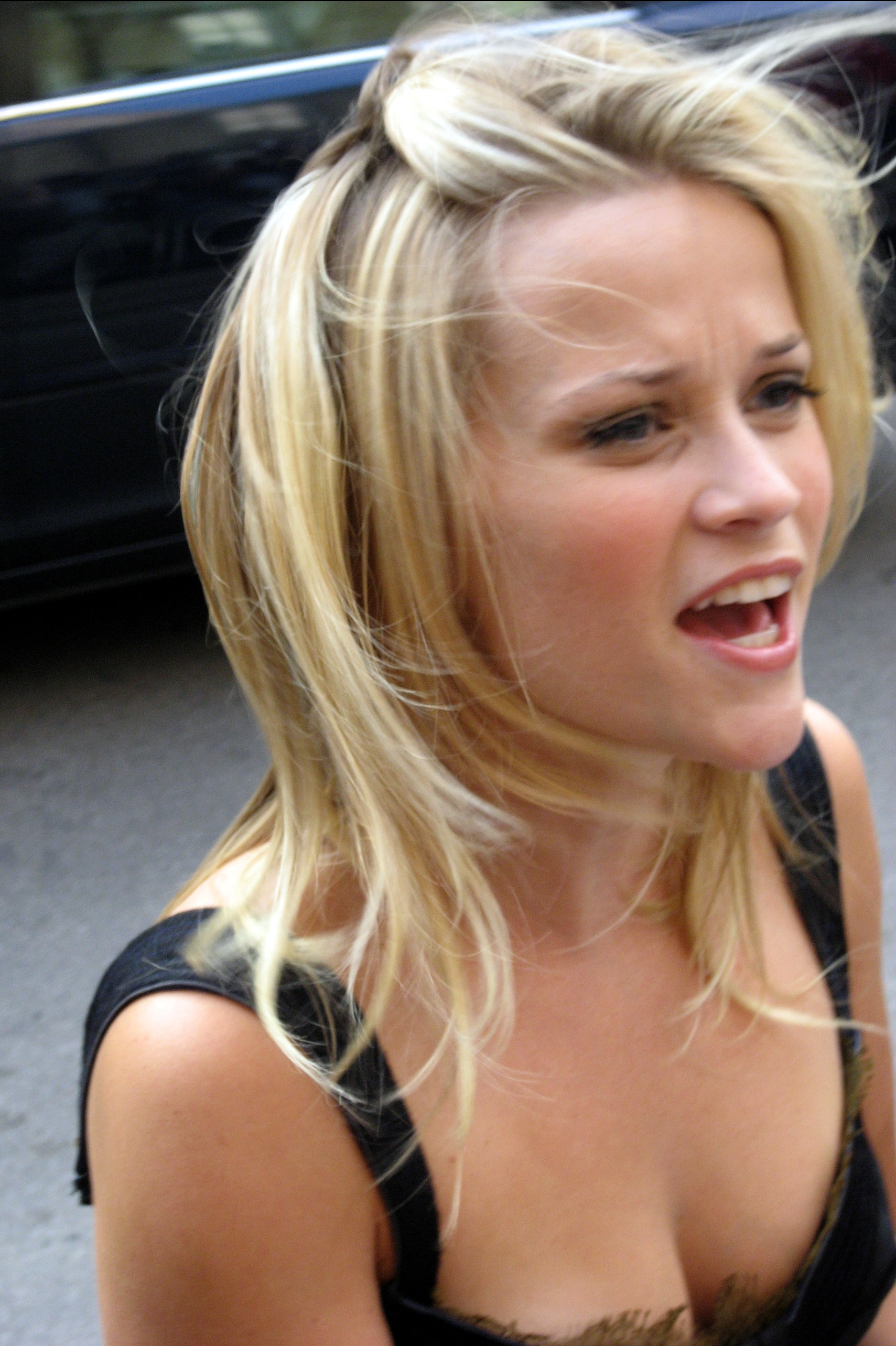
L'actrice et co-productrice Reese Witherspoon, lors de la première du film au Festival de Toronto en 2006.

- Production : Dylan Russell et Reese Witherspoon
- Pays de production :  Royaume-Uni et  États-Unis
- Langue originale : anglais
- Format : couleurs - 2,35:1 - 35 mm - DTS / Dolby Digital / SDDS
- Durée : 101 minutes
- Dates de sortie :
  - Canada : 8 septembre 2006 (Festival de Toronto)
  - Royaume-Uni : 1er février 2008
  - États-Unis :  29 février 2008
  - France : 9 avril 2008

## Distribution
Sauf indication contraire, les informations mentionnées dans cette section peuvent être confirmées par les bases de données cinématographiques  présentes dans la section « Liens externes ».
- Christina Ricci (VF : Mélanie Laurent - VQ : Émilie Bibeau) : Penelope
- James McAvoy (VF : Yvan Attal[1] - VQ : Hugolin Chevrette) : Max/Johnny
- Catherine O'Hara (VF : Emmanuelle Bondeville[1] - VQ : Élise Bertrand) : Jessica Wilhern
- Reese Witherspoon (VF : Mélody Dubos - VQ : Aline Pinsonneault) : Annie
- Peter Dinklage (VF : Jean-François Roubaud - VQ : Thiéry Dubé) : Lemon
- Richard E. Grant (VQ : Sylvain Hétu) : Franklin Wilhern
- Simon Woods (VF : Mathias Kozlowski[1] - VQ : Nicholas Savard L'Herbier) : Edward Vanderman III
- Ronni Ancona (VF : Julie Carli - VQ : Viviane Pacal) : Wanda
- Russell Brand (VF : Thibaut Belfodil) : Sam
- Martin Nigel Davey : le Vendeur de rue
- Nick Frost (VF : Stéphane Ronchewski) : Max Campion
- Burn Gorman (VQ : Alexandre Fortin) : Larry
- Nigel Havers (VQ : Jacques Lavallée) : Edward Vanderman Jr.
- Jillian Henry : Voix de Pénélope jeune
- Lenny Henry (VF : Paul Borne - VQ : Denis Roy) : Krull
- Paul Herbert (VF : Pierre Laurent) : Leonard Wilhern
- Richard James : le Dealer de cartes
- Richard Leaf (VF : Alexandre Cross) : Jack, le Barman
- Tallulah Evans : la Petite fille du photomaton
- Rubria Marcheens Negrao : l'Employé d'hôtel
- Christopher Fosh : Chris Casino Security (non crédité)

## Bande originale
- The Story Of the Curse. Part 1 de Joby Talbot
- The Story Of the Curse. Part 2  de Joby Talbot
- Walking Life  de Schuyler Fisk and Dave Bassett
- The Piano Song de Meiko
- Penelope Breaks Free de Joby Talbot
- Fairground de Joby Talbot
- Give In de The Secret 6
- Queen of Surface Streets de Devotchka
- String of Blinking Lights de Paper Moon
- The Wedding de Joby Talbot
- Ageless Beauty de Stars
- The Kiss de Joby Talbot
- Hoppipolla  de Sigur Rós
- Your Disguise  de James Greenspun